# Scratch My Back (film)
Scratch My Back er en amerikansk stumfilm fra 1920 af Sidney Olcott.

## Medvirkende
- T. Roy Barnes som Val Romney
- Lloyd T. Whitlock som Loton
- Helene Chadwick som Madeline
- Andrew Robson som Mr. Secor
- Cesare Gravina som Jahoda